# Нова Жучка
Нова Жучка — місцевість у місті Чернівці, яка спершу розвивалася як окреме село. Після приєднання до Чернівців у 1965 році стала житловим мікрорайоном міста.

## Назва
Прикметник «нова» в назві використовується для розрізнення від давнішого поселення — Старої Жучки, яке було розташоване південніше Нової Жучки. В свою чергу, ойконім «Жучка» ймовірно походить від назви невеликої річки, яка колись протікала цими землями. За іншою версією, ця назва була пов'язаною з іменем першого власника поселення.
Іншою назвою Нової Жучки, яку часом використовують місцеві мешканці, є Підгора.

## Історія
Поселення Нова Жучка виникло, швидше всього, у XVIII столітті на вільних лісистих землях біля річки Мошків. 
У 1889 році село зазнало значних збитків через повінь.
За переписом 1900 року в селі Нова Жучка Чернівецького повіту було 487 будинків, проживали 2358 мешканців: 1440 українців, 6 румунів, 422 німців і євреїв, 396 поляків.
У 1965 році, разом із сусідньою Садгорою, Нову Жучку було включено до складу міста Чернівці.